# Shontelligence

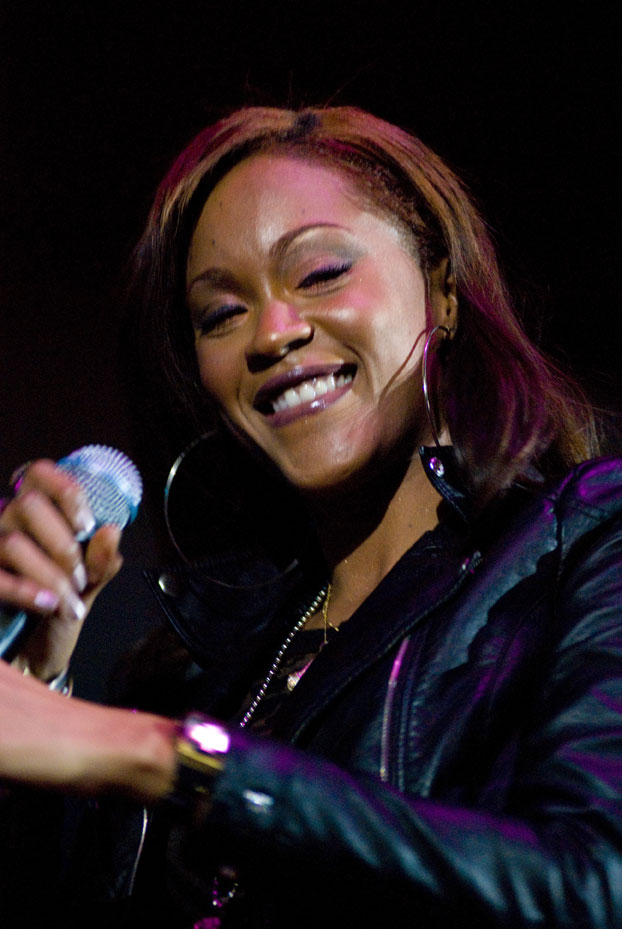
Shontelle

Shontelligence è l'album di debutto della cantante pop e R&B barbadiana Shontelle, pubblicato dalle etichette discografiche SRC e Motown Records il 18 novembre 2008. È anticipato dal singolo T-Shirt e include anche Stuck with Each Other e Battle Cry.
L'album ha venduto circa 1 000 copie nel suo primo giorno di pubblicazione, e 4 850 copie in una settimana, debuttando alla posizione #115 della classifica degli album americana. A febbraio 2009 aveva venduto circa 25 000 copie. Date le basse vendite, l'etichetta discografica ha deciso di ristampare l'album il 10 marzo 2009 includendovi il nuovo singolo Stuck with Each Other. La ristampa non ha tuttavia aiutato molto le vendite. Insieme le due edizioni di Shontelligence hanno venduto all'incirca 50 000 copie negli Stati Uniti e 10 000 copie in Regno Unito.

## Tracce
1. T-Shirt (A. Frampton, W. Wilkins, S. Kotecha) 3:54
2. Battle Cry (J. Jones, J. Kugell, W. Wilkins, J. Pennock, J. Omley) 3:33
3. Superwoman (A. Ghost, T. Hermansen, M. Eriksen, I. Dench) 4:20
4. Cold Cold Summer (C. Sturken, S. Layne, E. Rogers) 3:44
5. Roll It (S. Layne, S. Benjamin) 3:31
6. Life Is Not an Easy Road (D. Chin-Quee, S. Layne, M. Chin) 3:45
7. Focus Pon Me (S. Layne, E. Joseph) 3:07
8. Plastic People (S. Layne, E. Rogers, C. Sturken) 4:00
9. I Crave You (S. Layne, E. Rogers, C. Sturken) 3:57
10. Ghetto Lullaby (F. Odesjo, S. Layne, E. Rogers, C. Sturken) 3:06
11. Flash and Bone (S. Layne, E. Rogers, C. Sturken) 3:31

Traccia bonus (Stati Uniti - iTunes)
----12.--Blaze It Up (S. Layne, K. Holland, C. Harper) 3:53
Traccia bonus (Regno Unito)
----12.--Naughty (T. Rami, X. Cordover) 3:21
Traccia bonus (Ristampa)
----12.--Stuck with Each Other (D. Warren) 3:20

## Classifiche
| Classifica (2008)  | Posizione massima |
| ------------------ | ----------------- |
| Regno Unito        | 147               |
| U.S. Billboard 200 | 115               |